# Zieglerův proces
Zieglerův proces (též nazývaný Zieglerova-Alfolova syntéza) je metoda syntézy mastných kyselin z ethenu za použití organohlinitého katalyzátoru; tímto postupem se vytváří kyseliny s nerozvětveným řetězcem a se sudým počtem uhlíků. Katalyzátor obsahující hliník se používá k oligomeraci ethenu a za účelem umožnění oxygenace alkylové skupiny. Často jde o dílčí proces při výrobě mastných alkoholů používaných v potravinářském a chemickém průmyslu.
Metodu popsal roku 1955 Karl Ziegler.

## Popis
Při Zieglerově procesu dochází k oligomerizaci ethenu za přítomnosti triethylhliníku jako katalyzátoru, po níž následuje oxidace.1 Triethylhliníkový katalyzátor se získává reakcí hliníku, ethenu a vodíku; v této části se dvě třetiny vytvořeného triethylhliníku vrátí do reakční nádoby a pouze třetina se využije k přípravě mastných alkoholů;1 tímto postupem se dosahuje vyšší výtěžnosti a kratšího reakčního času. Triethylhliník reaguje s ethenem za vzniku trialkylhliníkových sloučenin s vyšší molární hmotností. Tyto sloučeniny se následně oxidují vzdušným kyslíkem na hlinité alkoxidy, jež jsou nakonec hydrolyzovány za vzniku hydroxidu hlinitého a příslušných alkoholů.
1. Al + 3 C2H4 + 1,4H2 → Al(C2H5)3
2. Al(C2H5)3 + n C2H4 → Al((CH2CH2)nCH2CH3)3
3. Al((CH2CH2)nCH2CH3)3 + O2 → Al(O(CH2CH2)nCH2CH3)3
4. Al(O(CH2CH2)nCH2CH3)3 → Al(OH)3 + CH3CH2(CH2C2)mOH

Molekulová hmotnost vzniklých alkoholů závisí na teplotě, při které je reakce prováděna: při 60-120 ⁰C se tvoří alkoholy s dlouhými řetězci, a tedy vysokou molekulovou hmotností, zatímco při 120-150 ⁰C vznikají alkoholy s kratšími řetězci.

## Využití
Hydroxid hlinitý vznikající při tomto procesu lze dehydratovat na oxid hlinitý.